# Alfónimo
El alfónimo es una palabra creada a partir de la escritura del nombre de las letras que componen un acrónimo o sigla.
Pueden destacarse algunos ejemplos de alfónimos que han permeado a mayor o menor medida en el lenguaje cotidiano, debido principalmente a su facilidad de pronunciación y a la economía de lenguaje que conlleva su uso: abecé (de las primeras tres letras del abecedario), oenegé (de la sigla «ONG», ‘organización no gubernamental’), elepé (de «LP», long play), cederrón (de «CD-ROM», ‘disco compacto de memoria de solo lectura’), deuvedé (de «DVD», ‘disco versátil digital’) y tebeo (de la revista de cómics española TBO).
Los alfónimos son útiles para formar vocablos derivados de uno de estos acrónimos: por ejemplo, de la abreviatura «D. F.» (‘Distrito Federal’) se puede extraer defe- y componer el endónimo defeño, ‘del Distrito Federal’. Además, los alfónimos forman su plural como cualquier otro sustantivo («la oenegé», «las oenegés»), lo que no es posible con las siglas, cuyo plural es invariable en la escritura («la ONG», «las ONG»).

## Etimología
El término alfónimo proviene del prefijo griego ἄλφα- alfa-, ‘primera letra’ y el sufijo -ὄνομα -ónoma, ‘nombre’. Fue acuñado por Vicente Cutolo.